# Hałyna Łozko
Hałyna „Zoresława” Serhijiwna Łozko (ukr. Галина (Зореслава) Сергіївна Лозко, ur. 3 lutego 1952 w Jełaneci) – ukraińska wołchwyni, filolożka, etnolożka, teolożka, założycielka i przewodnicząca Zrzeszenia Rodzimowierców Ukrainy (ukr. Об’єднання Рідновірів України). Posiada tytuł doktora nauk w dziedzinie filozofii.

## Życiorys
W 1994 roku została inicjowana na kapłankę przez Myrosława Sytnyka z kręgów Wołodymyra Szajana.
W latach 2007-2012 zarządzała Katedrą Filozofii na Uniwersytecie Kijowskim imienia Borysa Hrinczenki.

## Publikacje
Publikacje autorstwa Haliny Łozko obejmują następujące pozycje:
- Ukrajinske jazycznyctwo. Kijów, Ukrajinskyj centr duchownoji kultury, 1994.
- Wołchownyk. Kijów, Ukrajinskyj centr duchownoji kultury, 1994.
- Prawosłow. Kijów, „Switowyd”, 1995.
- Ukrajinske narodoznawstwo. Kijów, Zodiak-EKO, 1995.; wydanie drugie, rozszerzone: Kijów, ArtEK, 2004.; wydanie trzecie: Charków, 2005.
- Wołchownyk. Prawosłow. Seria: „Pamiatky relihijnoji dumky Ukrajiny-Rusi”, Kijów, „Swaroh”, 2001.
- Imenosłow: imena słowianski, istoryczni ta mifolohiczni. Kijów, „Swaroh”, 1998.
- Etnologija Ukrajiny. Filosofsko-teoretycznyj ta etnoreligijeznawczyj aspekt. Kijów, ArtEK, 2002.
- Wełesowa Knyha — wołchownyk (tłumaczenie, analiza, tekst oryginalny oraz słownik zawierający ponad 8500 słów), Kijów, „Taki sprawy”, 2002.; wydanie drugie: Winnica, Kontynent-Prym, 2004.; wydanie trzecie 2006., wydanie czwarte 2007.
- Koło Swaroże. Ukrajinskyj pysmennyk, Kijów, 2004.
- Probudżena Eneja. Dyw, Charków, 2006., ISBN 966-8504-20-8
- Koło Swaroże – seria pocztówek świątecznych z motywami słowianowierczymi. Opracowanie naukowe: Hałyna Łozko; graficy: Wiktor Kryżaniwski, Petro Kaczałaba, Ołena Hajdamaka, Kijów: „Taki sprawy”, 2006.
- Ridna czytanka. Winnica, Kontynent-Prym, 2007.

Tłumaczenia na język polski:
- Rodzima Wiara Ukraińska (tłum. Antoni Wacyk), Wrocław, wydawnictwo Toporzeł, 1997.

Akademickie i encyklopedyczne publikacje zbiorowe:
- Słownik terminów religijnych (ukr. Релігієзнавчий словник), Kijów, 1996, ISBN 966-529-005-3 (ukr.)
- Mała encyklopedia zarządzania państwem narodowym (ukr. Мала енциклопедія етнодержавознавства), Kijów, 1996, ISBN 966-507-016-9 (ukr.)
- Historia Ukrainy w 10-iu tomach (ukr. Історія релігій в Україні в 10-ти томах), Kijów, ukr. Український центр духовної культури, 1996—2004; ISBN 966-7276-36-8 (ukr.)
- Religioznawstwo akademickie (ukr. Академічне релігієзнавство), Kijów, 2000, ISBN 966-7742-06-7 (ukr.)